# Phyllophaga bilobatata
Phyllophaga bilobatata är en skalbaggsart som beskrevs av Saylor 1939. Phyllophaga bilobatata ingår i släktet Phyllophaga och familjen Melolonthidae. Inga underarter finns listade i Catalogue of Life.